# Berhet
Berhet (bretonisch: Berc’hed) ist eine französische Gemeinde mit 272 Einwohnern (Stand 1. Januar 2022) im Département Côtes-d’Armor in der Region Bretagne. Sie gehört zum Arrondissement Lannion, zum Kanton Bégard und ist Mitglied des 2015 gegründeten Gemeindeverbands Lannion-Trégor Communauté. Die Bewohner nennen sich Berhetois(es).

## Geografie
Berhet liegt rund zwölf Kilometer südöstlich der Kleinstadt Lannion im Norden der Bretagne.

## Bevölkerungsentwicklung
| Jahr                       | 1962 | 1968 | 1975 | 1982 | 1990 | 1999 | 2006 | 2012 | 2018 |
| Einwohner                  | 254  | 223  | 187  | 181  | 217  | 211  | 210  | 238  | 262  |
| Quellen: Cassini und INSEE |      |      |      |      |      |      |      |      |      |

Die zunehmende Mechanisierung der Landwirtschaft führte zu einem Absinken der Einwohnerzahlen bis auf die Tiefststände in neuerer Zeit. 

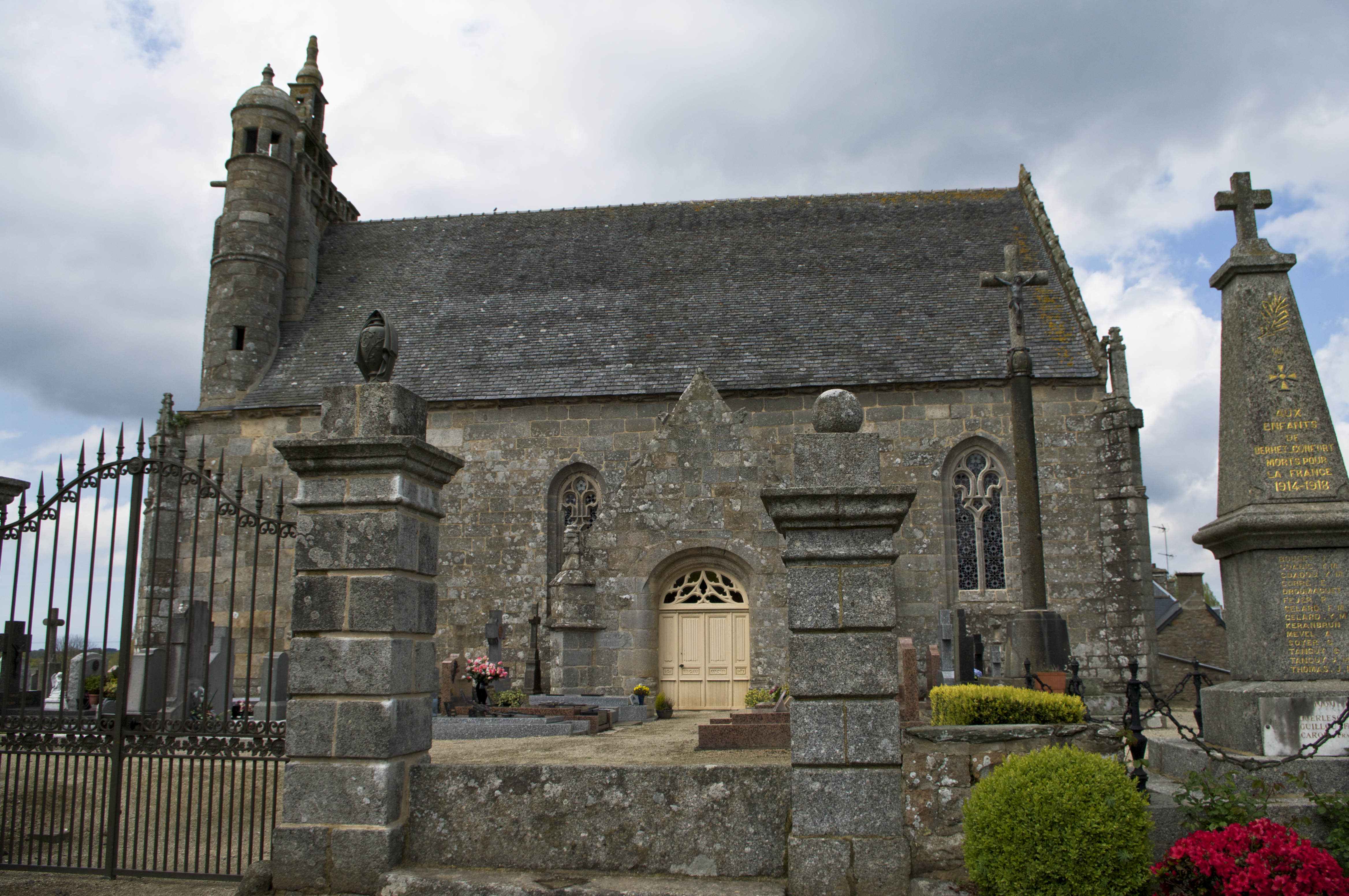
Kapelle Notre-Dame-de-Comfort
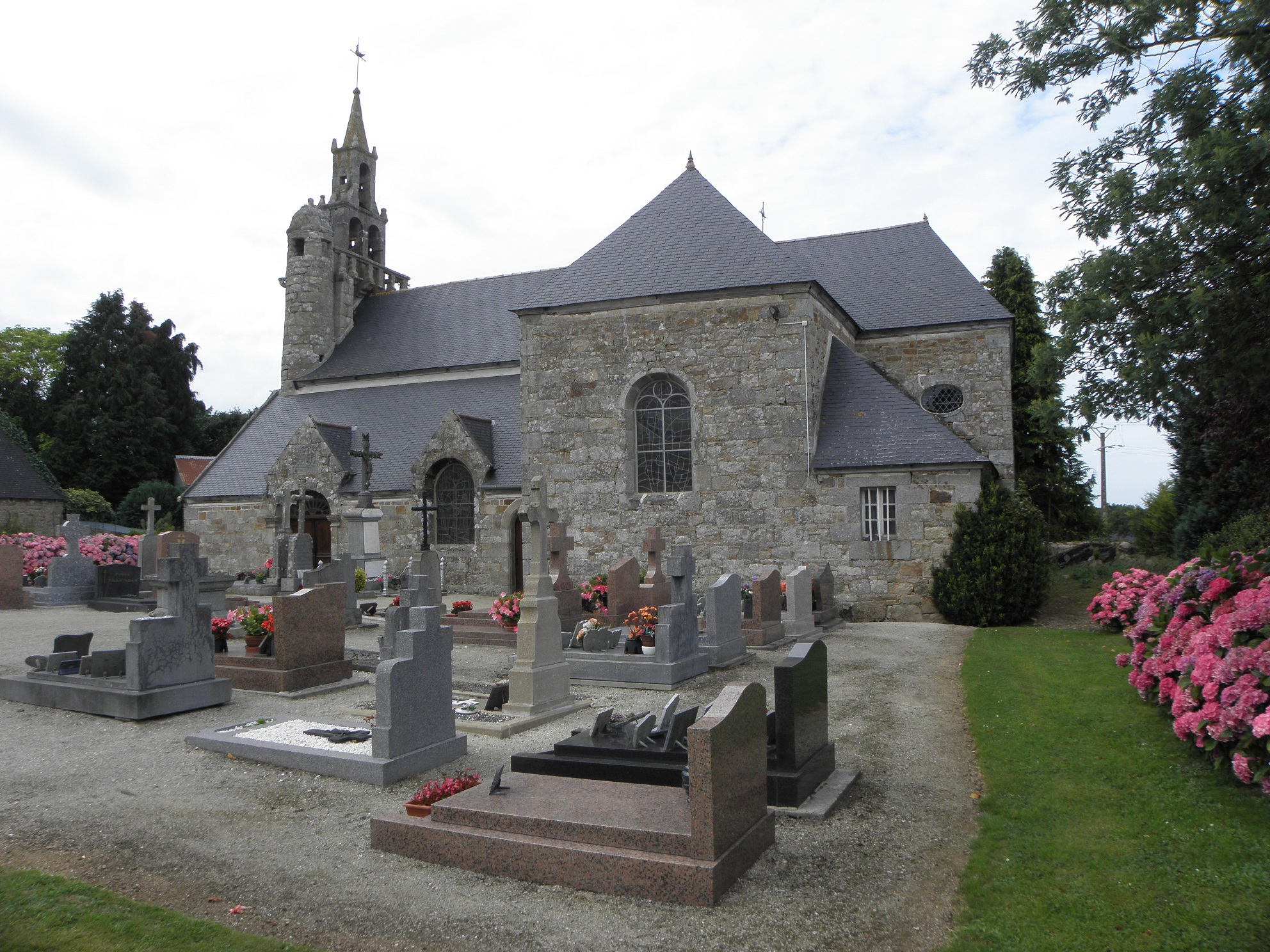
Kapelle Sainte-Brigitte

## Baudenkmäler
Siehe: Liste der Monuments historiques in Berhet